# Ованес Олов
Ованес Олов (вірм. Հովհաննես Հոլով), нар. Ованес-Акоп Костанднуполсеці (вірм. Հովհաննես-Հակոբ Կոստանդնուպոլսեցի) — вірменський граматик і перекладач XVII століття, релігійний діяч Вірмено-католицької церкви.

## Життя і діяльність
Народився в 1635 році в Константинополі, в ранньому віці іммігрував до Європи і прийняв католицтво. У 1660-1667 роках навчався у вищих навчальних закладах Риму (коледж Sacra Congregatio de Propaganda Fide) і Ліона, одночасно займався перекладацькою і проповідницькою діяльністю. Після закінчення навчання стає наглядачем над місцевими видавництвами Марселя (вид-во Воскана Ереванці) і Ліворно, але своєю діяльністю захищав інтереси вірменських книгодрукарів, внаслідок чого втратив роботу.
Переклав з латинської низку церковних книг, зокрема твір знаменитого містика XV ст. Томи Кемпійського «Про наслідування Христа» (лат. Imitatio Christi, вірм. Համահետեվումն Քրիստոսի). У 1670 році виходить перша книга Ованеса — вірменський переклад твору «Духовний сад» (лат. Giardino Spirituae, вірм. Պարտէզ հոգեւոր), проте широку популярність він здобув завдяки виданню в 1674 році в Римі своєї граматичного праці «Чистота вірменської мови або граматика вірменської» (вірм. Զտութիւն հայկաբանութեան կամ Քերականութիւն հայկական), а через рік і її латинського перекладу (з незначними змінами): «Puritas Haygica, sev grammatica Armenica». Ованес розрізняє три різновиди вірменської: поряд з традиційними "письмовою" (lingua haigica, тобто грабар) і "розмовною" (lingua vulgaris, тобто простонародні діалекти) вводить новий термін — "цивільна" (lingua civilis, суміш перших двох варіантів, якою розмовляли оратори, адвокати і купці; рання форма ашхарабару). У книзі однак вивчається тільки грабар, який, на думку автора, мав найбільш «чисту і впорядковану» граматику. За свої граматичні праці і отримав прізвисько "Олов" (по-вірменки — відмінок). Вважається одним з основоположників так званої "латинізованої моделі" вірменської граматики. У тому ж 1674 році в Марселі вийшло в світ його «Коротке риторичне мистецтво» (вірм. Համառոտություն ճարտասանական արվեստի), а в 1675 році в Римі друкується його «Граматика латинської викладена вірменською» (вірм. Քերականութիւն լատինական հայերեն շարադրեցեալ, лат. Grammatica latina armenice explicata).

Останні роки життя провів у Венеції, де очевидно відігравав значну роль в культурному житті міста. Відомо, що він викладав релігію в інституті Катекумени, був репетитором турецької мови венеційського посла в Константинополі, відредагував перекладену венеційськими студентами італійською, арабською і латинською мовами збірку турецьких прислів'їв. У 1683 році видав знамениту «Дашанц тухт», разом з перекладом італійською, а в 1687 році написав і опублікував другу на ашхарабарі (і першу з релігійним змістом) книгу «Коментарі псалмів» (вірм. Պարզաբանութիւն հոգենուագ սաղմոսացն), у якій підняв обробку ашхарабару на новий рівень і вперше публічно захистив його використання. Є думка, що він був редактором також і першої друкованої книги на ашхарабарі — математичної праці «Мистецтво числення» (вірм. Արհեստ համարողութեան). Загалом вже за життя було опубліковано щонайменше 15 авторських і перекладацьких праць Ованеса, що робить його найбільш видаваним автором у 300-річній (1512-1800) історії вірменської давньодрукованої книги. Помер у Венеції, 24 листопада 1691 року.

Обкладинки деяких ранніх видань праць Ованеса Олова
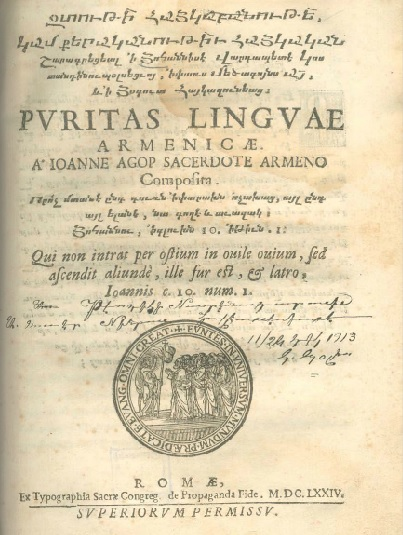
«Чистота вірменської мови», Рим, 1674 рік
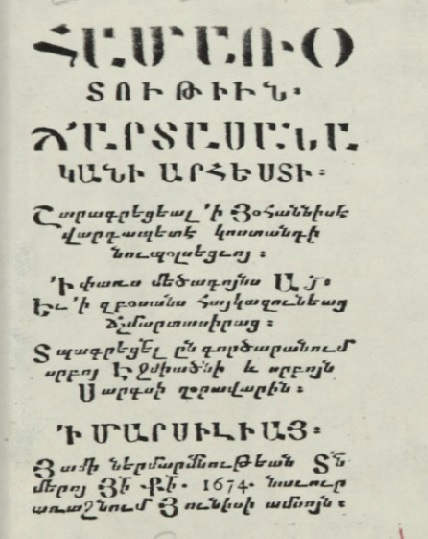
«Риторичне мистецтво», Марсель, 1674 рік
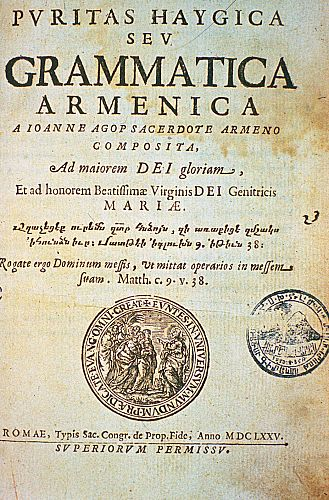
«Чистота вірменської мови», Рим, 1675 рік
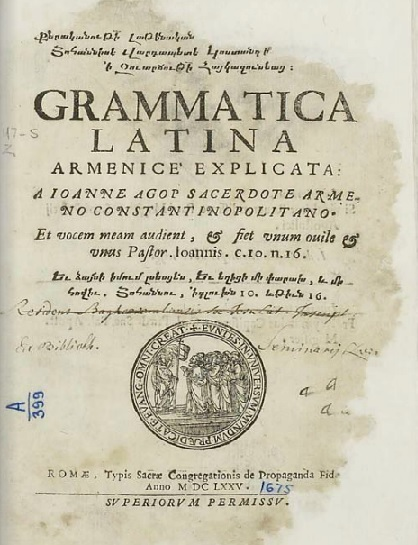
«Граматика латинської», Рим, 1675 рік
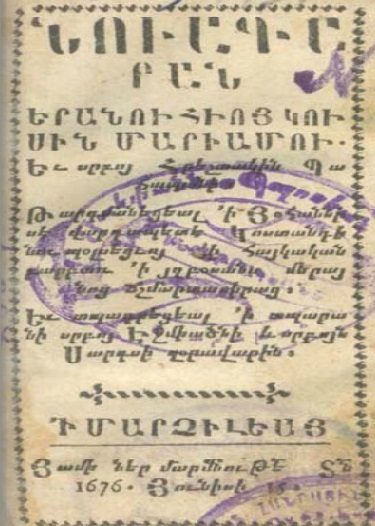
«Гімнарій Діві Марії», Марсель, 1676 рік
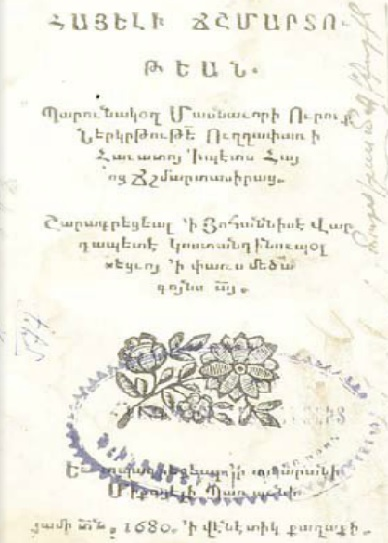
«Дзеркало правди», Венеція, 1680 рік
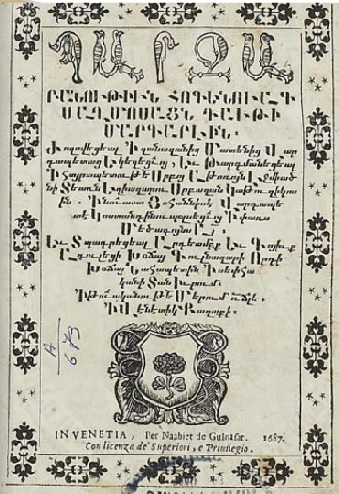
«Коментарі псалмів», Венеція, 1687